# Rosette (Ägypten)
Rosette oder Rosetta (arabisch رشيد Raschīd, DMG Rašīd) ist eine Hafenstadt im Nildelta im Gouvernement al-Buhaira in Ägypten. Sie liegt am westlichen Mündungsarm des Nils, östlich der Bucht von Abukir.
Der berühmte Stein von Rosette wurde 1799 im sieben Kilometer nordnordwestlich der Stadt gelegenen Fort Jullien, dem heutigen Fort Rashid, gefunden.

## Geschichte
Rosette wurde im Jahre 870 gegründet und liegt an der Stelle des alten Bolbitine. Im Mittelalter war die Stadt ein bedeutender Hafen, musste jedoch im 19. Jahrhundert seine Stellung an Alexandria abgeben. Heute ist Rosette ein Zentrum der Nahrungsmittel-, Tabak- und Textilindustrie.

## Stadtbild und Sehenswürdigkeiten
Die Stadt wuchs in den letzten beiden Jahrhunderten kaum, was dazu führte, dass viele Bürgerhäuser aus dem 17. bis 19. Jahrhundert erhalten blieben, die lange das Stadtbild prägen. Heute sind nur noch 22 dieser Häuser erhalten, obwohl es 1963 noch etwa 40 von ihnen gab. Diese Häuser sind meist vier- bis fünfstöckig und aus mosaikartig zusammengefügten Backsteinen errichtet, zwischen die antike Steinquader eingelassen sind. Darüber hinaus verfügen viele dieser Häuser über reich verzierte Fenstergitter (Maschrabiyya).
Sehenswert war die heute zerstörte Zaghlul-Moschee, die zwei ältere Moscheen harmonisch verband und deren über 300 Säulen von verschiedenen älteren Gebäuden stammten.
Die erhaltenen Festungsanlagen im Norden und Westen der Stadt stammen zum Teil aus dem 16. Jahrhundert.

## Einwohnerentwicklung
Zu Beginn des 19. Jahrhunderts soll Rosette 35.000 Einwohner gehabt haben, jedoch nur noch 15.000 im Jahre 1848. Die Einwohnerzahl stieg bis 1927 wieder auf 23.000 an; für die zweite Hälfte des 20. Jahrhunderts werden meist etwa 40.000 angegeben, nach der Jahrtausendwende dürfte die tatsächliche Bevölkerungsgröße um die 70.000 liegen.